# الأبرياء (فلم 1944)
الأبرياء هو فيلم مصري تم إنتاجه عام 1944، قصة يوسف جوهر، سيناريو وحوار وإخراج أحمد بدرخان و بطولة حسين صدقي، رجاء عبده.

## فريق العمل
إخراج: أحمد بدرخان
تأليف:
- يوسف جوهر (قصة)
- أحمد بدرخان (سيناريو وحوار)

إنتاج: أفلام مصر الحديثة (حسين صدقي)
بطولة:
- حسين صدقي
- رجاء عبده
- زوزو ماضي
- بشارة واكيم
- عبد العزيز أحمد
- فيكتوريا حبيقة

## روابط خارجية
- مقالات تستعمل روابط فنية بلا صلة مع ويكي بيانات
- الأبرياء على موقع الدهليز
- الأبرياء على موقع كاروهات